# Katherine Pulaski
Katherine Pulaski a Star Trek: Az új nemzedék című tudományos-fantasztikus sorozat szereplője, megszemélyesítője Diana Muldaur. Az Enterprise-D főorvosa 2365-ben.

## Karrier
Pulaski tagja volt egy mentőcsapatnak, mely egy Tholianok által megtámadt Föderációs bázisra indult 2353-ban. Az állomáson egy túlélő volt, Kyle Riker, és ez volt az első alkalom, hogy a két tiszt találkozott.
Mielőtt az Enterprise-ra került, Taggert kapitány parancsnoksága alatt szolgált főorvosként a USS Repulse fedélzetén. 
Mint elődje, Dr. Leonard McCoy nyolcvan évvel ezelőtt, Dr. Pulaski is transzporter fóbián szenved. Kiküldetésein nem szívesen használ transzportert, amikor csak lehetséges, űrkomppal közlekedik.
Taggert szerette Pulaskit, és azt mondta, adott volna neki egy saját űrkompot, ha beleegyezik, hogy a Repulse fedélzetén marad.

## Enterprise-D
2365-ben, mikor áthelyezték az Enterprise-ra, parancsnoki rangot viselt. Ellentétben Dr. Crusherrel, ő nem tekinthető hídi tisztnek.
Pulaski sokszor csatlakozott Data parancsnokhelyetteshez és La'Forge hadnagyhoz a holofedélzeti Sherlock Holmes rejtélyei szimulációkban. Egyik alkalommal La'Forge akaratlanul is tudattal ruházta fel Holmes ellenségét, James Moriaty professzort, azáltal, hogy arra utasította a komputert, hozzon létre egy olyan ellenfelet, aki képes legyőzni Datát. Moriaty átvette az irányítást a program felett, és elrabolta Pulaskit. Fogva tartották a doktort, de nem esett bántódása. Végül Picard képes volt meggyőzni Moriaty professzort, hogy adja vissza a holofedélzet irányítását.
Az Enterpise-t kiküldték, hogy vizsgálja ki a USS Lantree eltűnését, és a nyomozás során felfedezte, hogy az egész legénység meghalt egy korai öregedés következtében. Az Enterprise elindult a Lantree útvonalán, és eljutott a Gagarin IV-en lévő Darwin Genetikai Kutatóállomásra. A Dr. Sara Kingsley által vezetett tudósok megpróbáltak több gyermeket is génmódosítani, de véletlenül létrehoztak egy túlbuzgó antitestet. 
Az antitesteket úgy tervezték, hogy megkeresse és elpusztítsa a gyerekek szervezetébe kerülő kórokozókat. A Lantree első tisztjét az állomásra érkezése előtt Thelusiai influenzával kezelték, ez pedig hatással volt a gyerekek immunrendszerére. A kórokozó mutálódott, és a levegőben elterjedve megfertőzte a Lantree tisztjeit, valamint az állomás tudósait. A vizsgálatok során Pulaski is megfertőződött. Szerencsére Picard és Data kitaláltak egy lehetséges módszert a fertőzés megszüntetésére, és Riker parancsnok La'Forge és O'Brien közreműködésével a transzporter segítségével meggyógyították a doktort. Az eljárással végül az állomás tudósait is kezelték.
Míg 2365-ben a Mariposa kolóniára látogattak, Dr. Pulaskit és Riker parancsnokot rövid időre elrabolták. A Mariposiaiak hámsejteket vettek tőlük, hogy megőrizhessék kolóniájukat, amely a klónozás miatt genetikai hanyatlásnak indult. Miután Pulaski és Riker rájött erre, visszatértek a bolygóra, és elpusztították a két klónt.

## Orvosi kutatás
Korai karrierjén Pulaski áttöréseket ért el az úgynevezett "vírusok szaporodásának lineáris modellezésében". A témában még sok évig ez volt a szabványos.
Emellett két sikeres műveletet is végrehajtott a látóimplantátumok terén. Az eljárást 2365-ben Geordi La'Forge hadnagynak is felajánlotta, de ő visszautasította a lehetőséget.